# James Murray (gouverneur)
Pour les articles homonymes, voir James Murray et Murray.
James Murray (21 janvier 1721 – 18 juin 1794), officier de l'armée britannique et administrateur colonial, fut le premier gouverneur civil de la province de Québec.

## Biographie

### Jeunesse et début de carrière
James Murray était le cinquième fils et quatorzième enfant d’Alexander Murray, 4e baron Elibank, et d’Elizabeth Stirling. Sa famille faisait partie de la petite noblesse écossaise. Il s'enrôla dans l'armée en 1736 et fut muté en 1741 au 15e régiment d'infanterie avec lequel il demeura jusqu'en 1759. Il parvint au grade de lieutenant-colonel de son régiment. Il participa à plusieurs campagnes : aux Antilles de 1740 à 1742, et en Flandre en 1745 (il fut sérieusement blessé à Ostende). Il participa à une expédition contre Lorient en 1746.

### Carrière militaire

#### LaGuerre de Sept Ans
En 1758, Murray vint en Amérique du Nord et participa au siège de Louisbourg sous les ordres de James Wolfe. L'année suivante, il participa au siège de Québec, et lors de la Bataille des plaines d'Abraham, il fut l'un des premiers à débarquer et à gravir l'escarpement de l'Anse au Foulon. Une fois l'armée déployée, il commanda le centre de la ligne de combat. Murray était quatrième en grade lors du siège et de la bataille, après Wolfe, Monckton et Townshend, mais à la suite de la mort de Wolfe sur le champ de bataille et du départ des deux autres au cours de l'automne, il prit la responsabilité de conserver Québec durant l'hiver 1759-1760, toujours sous la menace d'une attaque des Français commandés par Lévis.

#### Campagne de 1760
De fait, l'hiver fut rude, et la maladie fit passer de 7 500 à 4 000 le nombre d'hommes valides dont disposait Murray à Québec. Le 28 avril, il affronta Vaudreuil et Lévis lors de la bataille de Sainte-Foy et dut se réfugier, assiégé, dans les murs de Québec. Cependant il fut sauvé par l'arrivée de la flotte britannique en mai. Les Français levèrent alors le siège.
L'objectif des Britanniques pour la campagne de 1760 était la prise de Montréal, et à cet effet, le commandant en chef, Amherst, ordonna à Murray de remonter le Saint-Laurent avec ses troupes. Murray débarqua a Varennes le 31 aout avec des troupes régulières, des grenadiers et des rangers et y établit un avant-poste. Le lendemain, les milices canadiennes n’opposèrent qu’une résistance éparse; et décidèrent par centaines de rendre leur armes et prêter le serment de neutralité et de fidélité au roi d’Angleterre.  La jonction de son armée avec celles de Amherst et de William Haviland devant Montréal entraîna la capitulation de la ville le 8 septembre. C'en était fait de la colonie française au Canada. Ralph Burton sera responsable de Trois-Rivières et du désarment des milices de cette région.

### Carrière politique

#### Gouverneur de Québec
Pour le reste de la guerre, soit jusqu'à la signature du traité de Paris le 10 février 1763, la Nouvelle-France fut soumise à une administration militaire britannique. Murray exerça une politique répressive afin de réduire toute velléité de résistance de la part des Canadiens-français. L'affaire Joseph Nadeau fut un des évènements tragiques de cette politique d'occupation militaire. Murray fit pendre Joseph Nadeau, capitaine de la milice canadienne qui participa activement aux combats contre les Anglais lors de la Bataille de Québec en 1759 et de Montréal en 1760. Meunier de profession, Joseph Nadeau brava les restrictions imposées par l'occupant britannique afin de nourrir la population canadienne. Murray le fit arrêter et pendre à une poutre extérieure du moulin à blé de Nadeau. Le corps resta exposé plusieurs jours avant d'être décroché secrètement.

#### Trois gouverneurs anglais
Jeffery Amherst conserva les trois districts existants de Québec, Trois-Rivières et Montréal, plaçant respectivement à leur tête Murray, Ralph Burton et Thomas Gage. Des points de contrôles militaires britanniques contrôlaient le passage d'un district à l'autre et les canadiens ne pouvaient  traverser sans une autorisation du gouverneur.

#### Gouverneur de la Province de Québec
C'est par la Proclamation royale de 1763 que les autorités britanniques organisèrent leur nouveau territoire, qui devint la province de Québec. Murray en fut désigné gouverneur. Il n'avait cependant juridiction qu'en matière civile, les troupes étant sous le commandement de Burton. Les frictions furent nombreuses entre les deux hommes.

#### Instructions au gouverneur Murray, 7 déc. 1763
Murray, qui parlait couramment le français, tenta d'administrer l'ancienne Nouvelle-France en respectant la majorité canadienne-française, qui formait la presque totalité de la population. Mais il avait reçu de Londres des directives possiblement secrètes qui modifiait certains détails de la Proclamation royale; les Instructions au gouverneur Murray, 7 déc. 1763. Les articles 28 et suivants concernent la disparition de la langue française, et la religion catholique afin de parvenir à établir l'Église anglicane et les écoles anglaises.  Constatant le peu de succès de l'immigration britannique, il essaya d'appliquer une politique de conciliation dans le but de s'assurer de la fidélité des Canadiens envers les conquérants et d'éviter la confrontation, mais il en était empêché par la loi britannique que son gouvernement avait mise en place et qui était fort discriminatoire envers les catholiques, ceux-ci étant écartés de toutes fonctions civiles ou judiciaires. Il méprisait les marchands britanniques qui n’étaient aucunement intéressés à se concilier les français et qui se comportaient en conquérants.
D'abord méfiant envers les curés et les ordres religieux, il changea peu à peu d'attitude et en vint à se fier à eux pour la préservation de l'ordre dans les paroisses, en échange de son assistance financière ou autre. La succession épiscopale au diocèse de Québec fut un des plus épineux problèmes durant son mandat. D'abord opposé à toute présence d'un représentant de la « hiérarchie papiste » dans la province, il acceptait cependant la nomination d'un « surintendant de la religion romaine » élu par le chapitre, approuvé par le gouvernement britannique et consacré par le pape. Il favorisa en 1764 l'élection de Jean-Olivier Briand à ce titre, et celui-ci fut sacré en France en 1766, mettant fin à six ans de vacance du siège épiscopal.
Bien que la Proclamation royale de 1763 prévoyait la création d'une Chambre d'assemblée, Murray ne mit jamais à exécution cette provision. En effet, les lois britanniques excluaient les catholiques de toute fonction s’exerçant sous l’autorité de la couronne, et Murray imaginait mal 200 propriétaires anglais (estimation de 1764) légiférant pour une population de quelque 70 000 catholiques canadiens.
Il perdit l'appui du gouvernement britannique avec l'arrivée au pouvoir des whigs en 1763, et fut de plus dénigré à Londres par les agents et associés des commerçants britanniques. Un incident survenu en décembre 1764, l'«affaire Thomas Walker», cristallisa les protestations des marchands, et ils obtinrent le rappel de Murray en avril 1766. Celui-ci quitta Québec le 28 juin 1766. Il fut lavé des accusations portées contre lui, et conserva officiellement son poste de gouverneur jusqu'au 12 avril 1768, mais ne revint jamais au Canada.
Guy Carleton, qui remplaça James Murray, poursuivit la politique de conciliation envers les Canadiens.

### Fin de carrière
Une fois en Angleterre, il continua sa carrière militaire, fut promu lieutenant général en 1772, et fut nommé en 1774 lieutenant-gouverneur, puis gouverneur de Minorque jusqu'en 1782. Il se comporta bravement lors du siège du fort Saint-Philippe par une armée franco-espagnole très supérieure en nombre, et se retira dans sa propriété du Sussex où il vécut les douze dernières années de sa vie.